# Тонеев, Михаил Петрович
Михаи́л Петро́вич Тоне́ев (20 июля 1946, Ульяновск, РСФСР, СССР — 16 октября 1982, там же) — советский хоккеист (хоккей с мячом, хоккей на траве), полузащитник.

## Биография
Михаил Тонеев родился 20 июля 1946 года в городе Ульяновск.
В 1957 году начал заниматься хоккеем с мячом в детской команде ульяновского «Динамо», с 1961 года — в ульяновской «Волге». В 1964 году стал чемпионом СССР среди юношей.
Играл за ульяновскую «Волгу» в 1964—1967, 1968—1980 годах. В сезоне-1967/1968 выступал в хабаровском СКА. Трижды выигрывал медали чемпионата СССР — серебро в 1972 году, бронзу в 1976 и 1977 годах. Провёл в чемпионате СССР 326 матчей, забил 110 мячей.
В 1966 и 1970 годах был победителем Спартакиад народов РСФСР.
В 1969—1978 годах играл в хоккей на траве за ульяновскую «Волгу». Трижды становился чемпионом СССР (1970—1971, 1974), дважды — серебряным призёром (1972, 1976), один раз — бронзовым (1975). В 1970 году стал лучшим снайпером первого чемпионата СССР по хоккею на траве.
В конце 1960-х годов играл за сборную СССР по хоккею на траве.
Обладал очень сильным ударом, что помогало ему при исполнении штрафных угловых.
Мастер спорта СССР по хоккею с мячом (1966).
Трагически погиб 16 октября 1982 года в Ульяновске. Похоронен на Северном кладбище в Ульяновске.